# فوتون مغناطیسی
فوتون مغناطیسی ذره بنیادی فرضی است که ۱۹۶۶ توسط برنده جایزه نوبل، محمد عبدالسلام، پیش بینی شد. این ذره تلفیق حالت‌های زوج و فرد c-پاریته است و بر خلاف فوتون معمولی به هیچ وجه با لپتون‌ها جفت نمی‌شود ندارد. این ذره در برخی از نظریه‌های گسترش دهنده الکترو مغناطیس برای معرفی تک قطبی مغناطیسی به کار برده می‌شود. تا به حال هیچ آزمایش تجربی نتوانسته این ذره را کشف کند و تمام آزمایش‌های انجام شده نتیجه منفی داشتند.